# William Henrique
William Henrique (nacido el 28 de enero de 1992) es un futbolista brasileño que se desempeña como delantero.
Jugó para clubes como el Vitória, Ventforet Kofu, Joinville, Ceará y Londrina.

## Trayectoria

### Clubes
| Club             | País          | Año         |
| ---------------- | ------------- | ----------- |
| Grêmio Barueri   | Brasil        | 2010 - 2012 |
| Botafogo         | Brasil        | 2013        |
| Vitória          | Brasil        | 2013 - 2016 |
| ASA              | Brasil        | 2013        |
| Ventforet Kofu   | Japón         | 2015        |
| Joinville        | Brasil        | 2015        |
| Ceará            | Brasil        | 2016 - 2017 |
| Ansan Greeners   | Corea del Sur | 2017        |
| Londrina         | Brasil        | 2017        |
| Ituano           | Brasil        | 2018        |
| Chiangrai United | Tailandia     | 2018        |